# Fruitful: A Real Mother in the Modern World
Fruitful: A Real Mother in the Modern World è un romanzo autobiografico statunitense di Anne Roiphe, finalista al National Book Award per la saggistica nel 1996. Pubblicato nel 1996 col titolo Fruitful: A Real Mother in the Modern World dalla casa editrice Houghton Mifflin di Boston, fu riedito nel 1997 col titolo Fruitful: Living the Contradictions. A Memoir of Modern Motherhood dalla casa editrice Penguin di New York .
Nel memoir l'autrice affronta il tema della maternità partendo dalla propria esperienza e muove una critica al movimento femminista che non tiene nella giusta considerazione le donne che scelgono di diventare madri.